# Papilio rumanzovia
Papilio rumanzovia is een vlinder uit de familie van de pages (Papilionidae). 

## Kenmerken
Vooral de vrouwtjes zijn nogal variabel van tekening. Het mannetje lijkt sterk op het mannetje van Papilio ascalaphus, maar heeft in tegenstelling tot deze soort geen staartje aan de achtervleugel. Zowel het mannetje als het vrouwtje heeft op de onderkant van de vleugels een signaalrode tekening. De vlinder heeft een spanwijdte van 12 tot 14 centimeter. 

## Verspreiding en leefgebied
De vlinder komt voor in het Australaziatisch gebied, met name in Indonesië en op de Filipijnen. 

## Waardplanten
De waardplanten zijn soorten uit het geslacht Aristolochia.

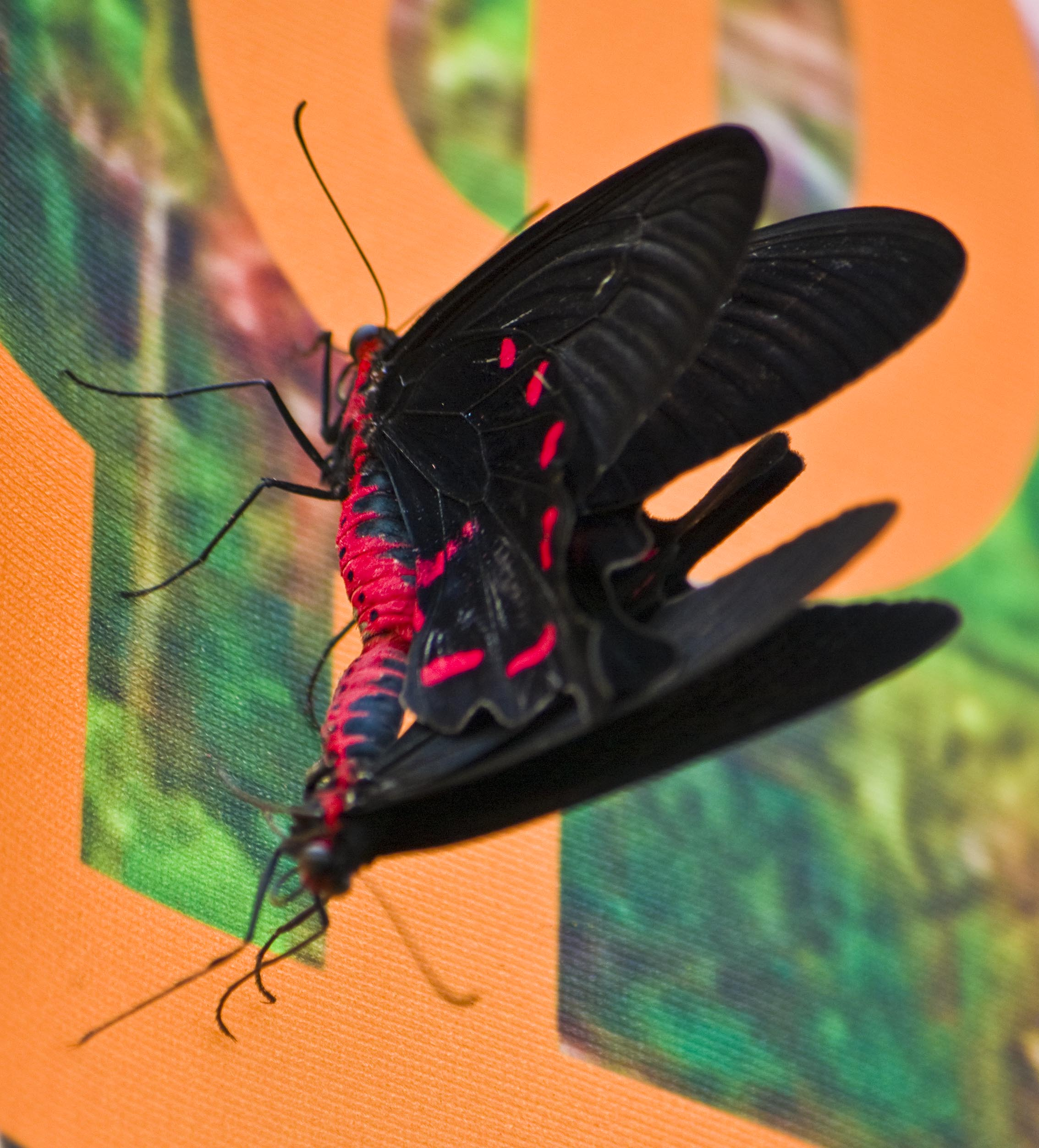
Paring
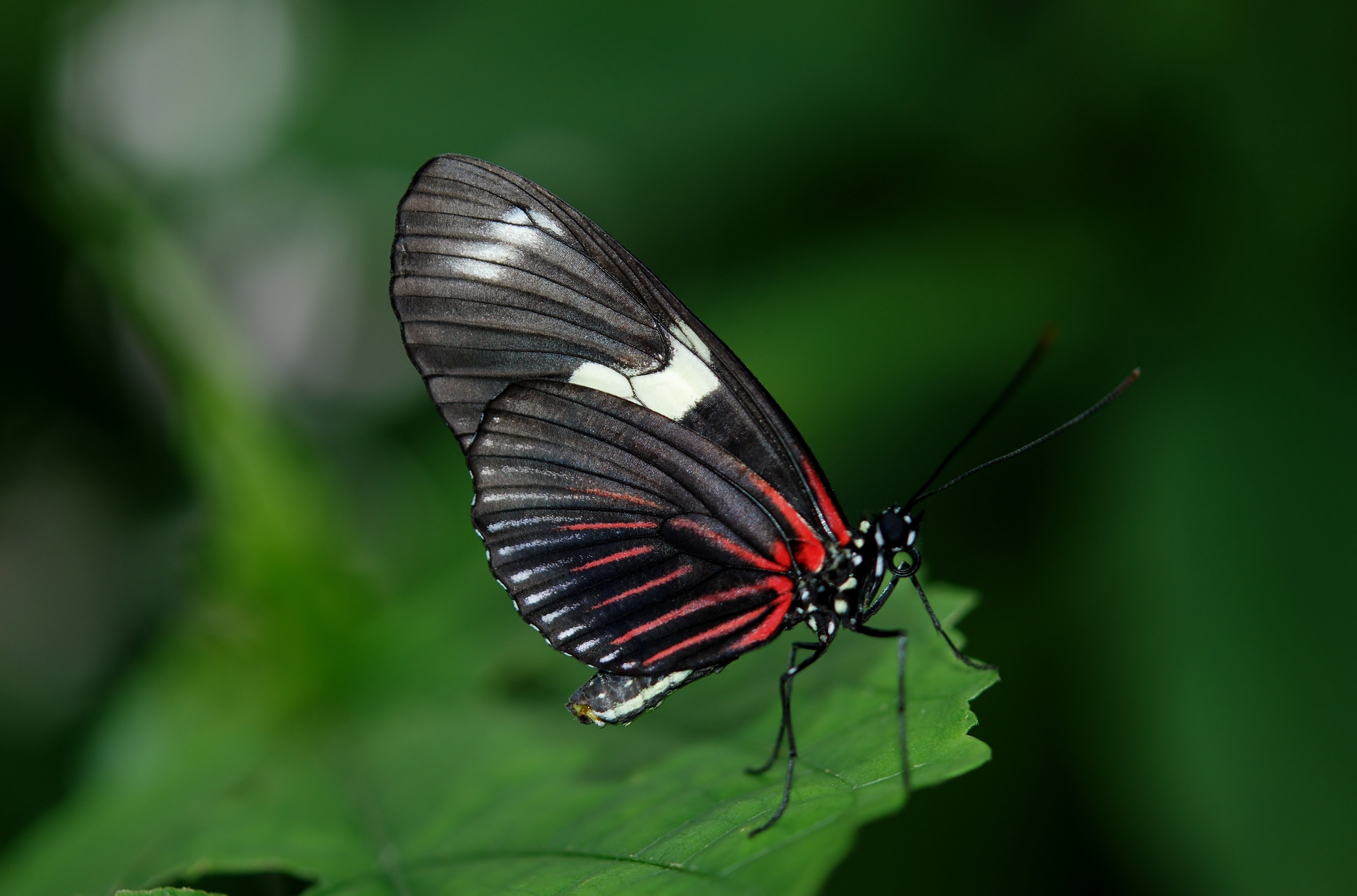
Vleugels